# Tadeusz Ryba
Tadeusz Teodor Ryba (ur. 1 stycznia 1928 w Barnowcu, zm. 6 października 2016) – polski działacz powojennego podziemia antykomunistycznego w Polsce, w ramach Polskiej Podziemnej Armii Niepodległościowej (PPAN).

## Życiorys
Do PPAN wstąpił jako uczeń Liceum Pedagogicznego w Nowym Sączu, będąc członkiem jej pionu wojskowego tzw. „Żandarmerii” (posługiwał się pseudonimem „Jeleń”). Został zatrzymany 14 września 1949 i skazany 22 października tego samego roku przez Wojskowy Sąd Rejonowy w Krakowie na karę dożywotniego więzienia. W 1953 jego wyrok uległ złagodzeniu do 12 lat więzienia, zaś w 1956 – Tadeusz Ryba został amnestionowany. W 1993 został zrehabilitowany przez Sąd Wojewódzki w Nowym Sączu i awansowany do stopnia porucznika. W momencie poprzedzającym śmierć był ostatnim żyjącym żołnierzem PPAN (2 października zmarł Józef Witowski ps. „Roland”).

## Wybrane odznaczenia
- Krzyż Oficerski Orderu Odrodzenia Polski[2],
- Krzyż Armii Krajowej[2],
- Krzyż Partyzancki[2],
- Złoty Medal „Za zasługi dla obronności kraju”[2]